# Blaricum
Blaricum est un village et une commune néerlandaise située dans le sud-est de la province de Hollande-Septentrionale.
Au 31 janvier 2022, la commune compte 12 391 habitants. À Blaricum est fondée la communauté tolstoïenne De Internationale Broederschap en 1899 par Jacob van Rees, originaire d'Amsterdam, jusqu'à sa destruction le lundi de Pâques 1903.

## Géographie
La commune couvre une superficie de 15,56 km2 dont 11,11 km2 d'eau. Elle comprend l'île de De Dode Hond dans l'Eemmeer, ainsi que plusieurs îlots mineurs.
Elle se situe à la limite des provinces d'Utrecht au sud-est et de Flevoland au nord-est, à laquelle elle est reliée par l'autoroute A27 par le Stichtse Brug au-dessus des lacs de bordure, le pont marquant la fin du Gooimeer et le début de l'Eemmeer. En Hollande-Septentrionale, elle est bordée par Laren au sud-ouest et Huizen à l'ouest.

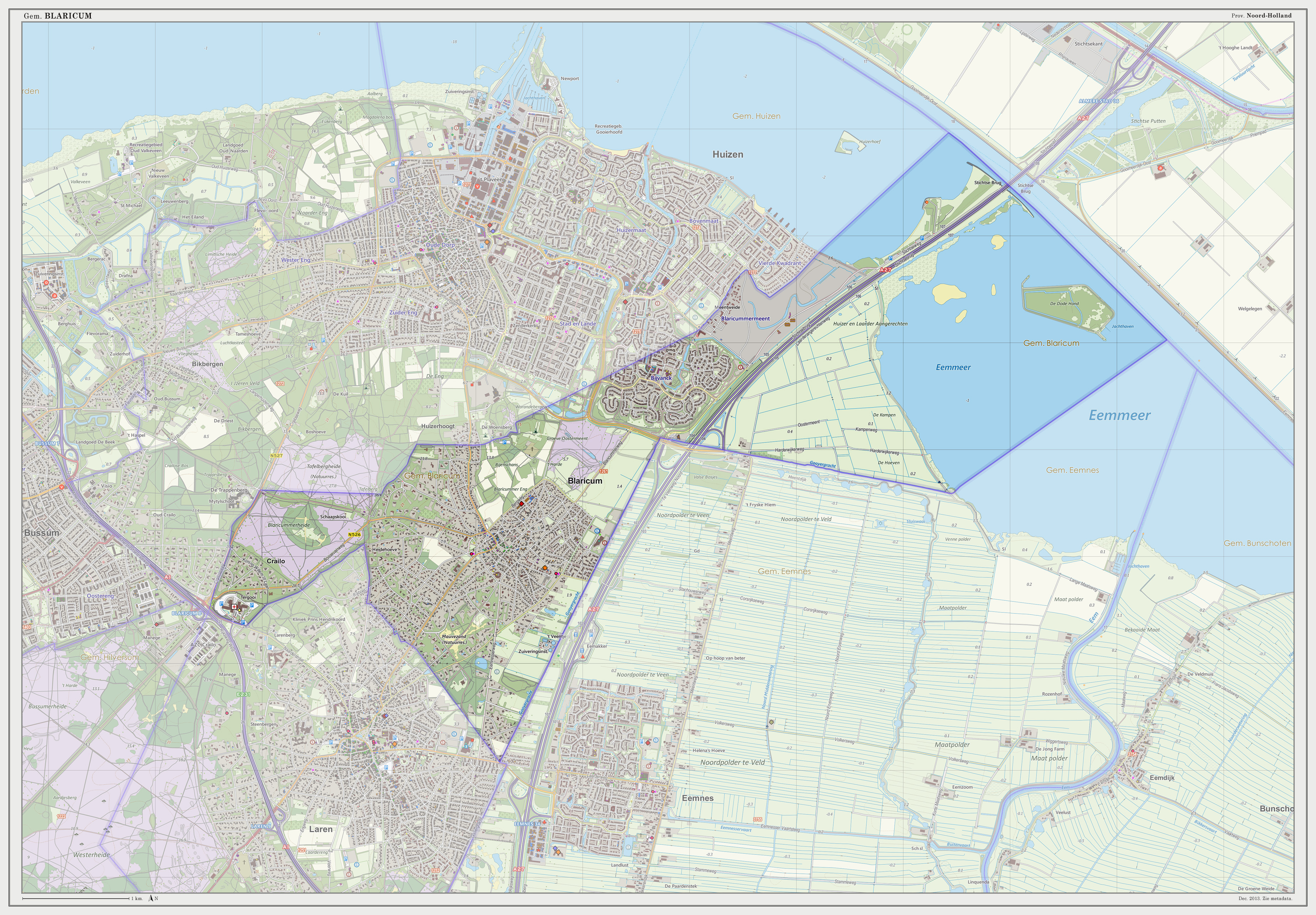
Carte topographique de la commune (2014).
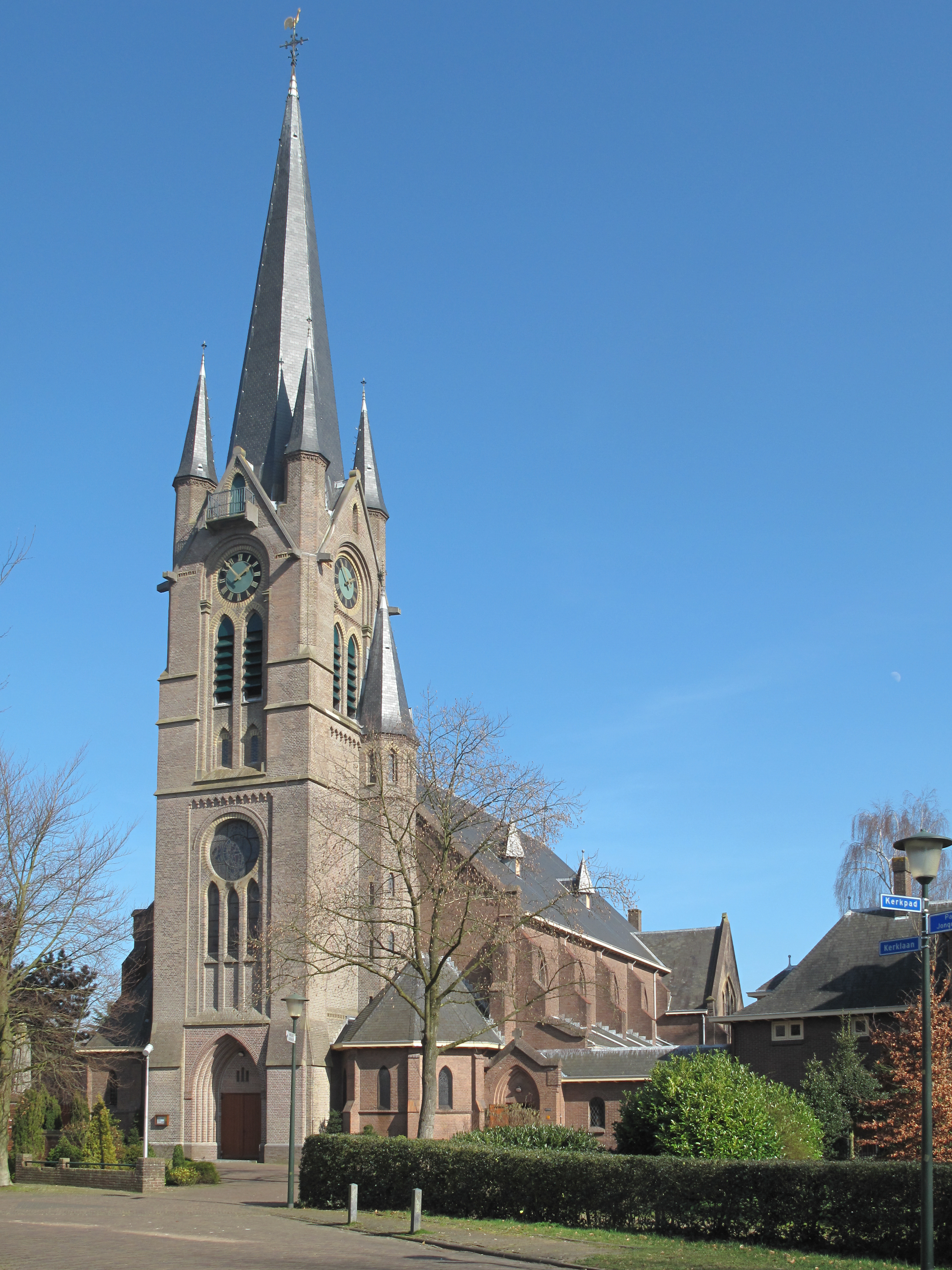
La Sint Vituskerk de Pierre Cuypers (1862).
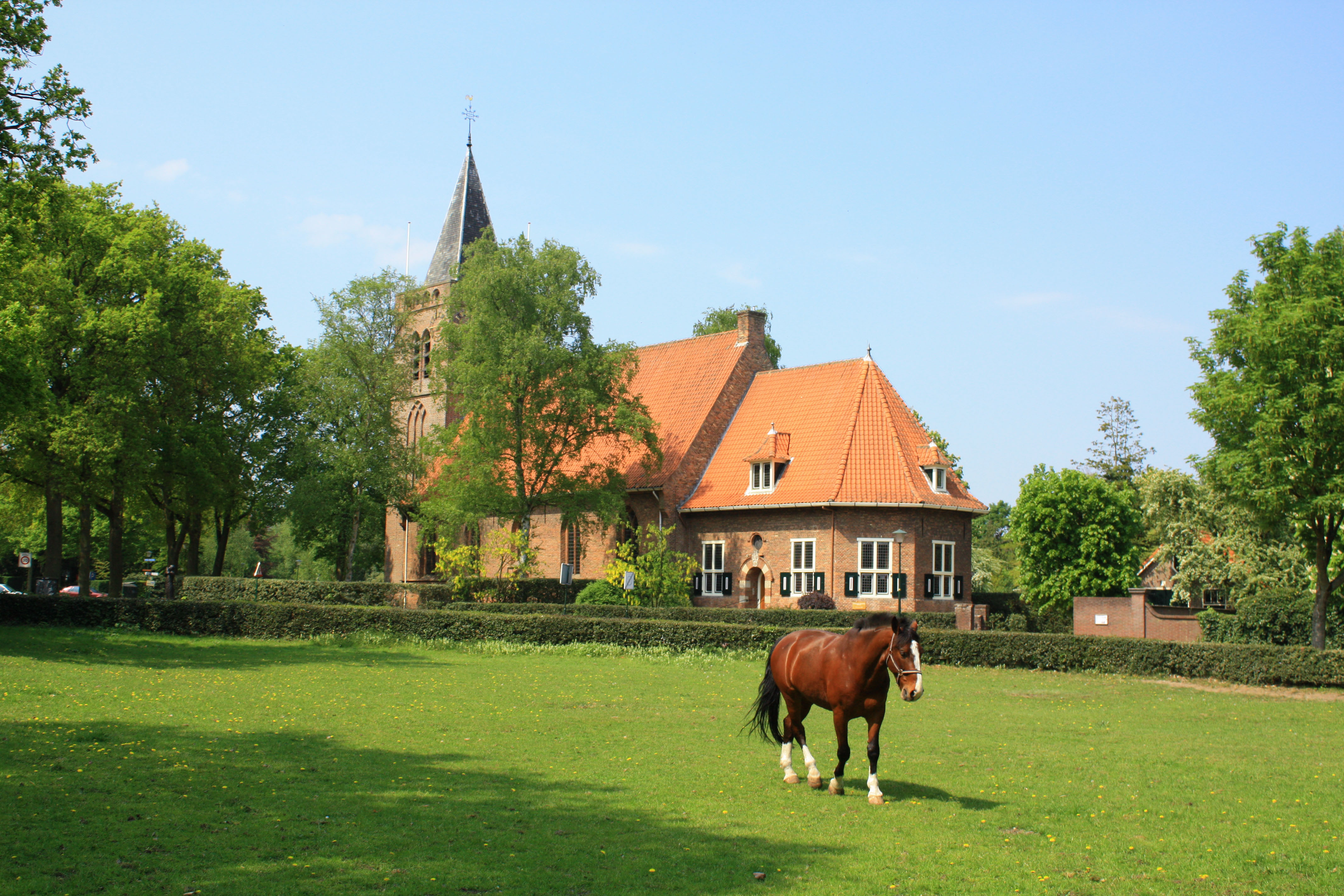
La Hervormde kerk.
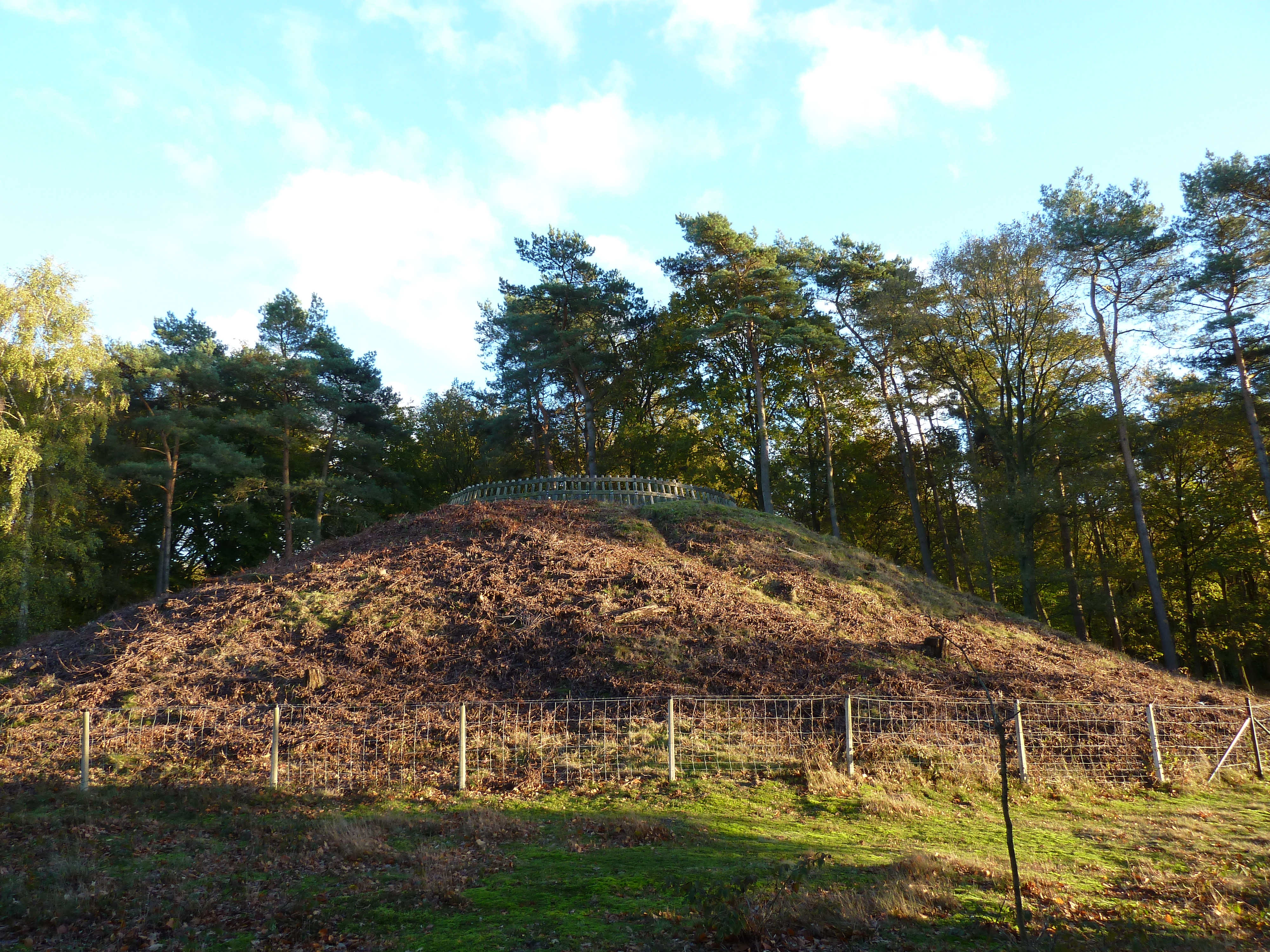
La Tafelberg dans le Tafelbergheide.

## Personnalités
- Lou Loeber (1894-1983), peintre, graveuse, dessinatrice, graphiste et illustratrice, est morte à Blaricum.